# Providence (lớp tàu tuần dương)
Lớp tàu tuần dương Providence là một lớp tàu tuần dương tên lửa điều khiển hạng nhẹ (CLG) của Hải quân Hoa Kỳ. Nguyên được chế tạo như những tàu tuần dương hạng nhẹ thuộc lớp Cleveland trong Chiến tranh Thế giới thứ hai, ba chiếc Providence, Springfield và Topeka đã được xếp lại lớp vào năm 1957 và được trang bị hệ thống tên lửa đất đối không tầm xa Terrier. 

## Tái trang bị
Trong quá trình tái trang bị kéo dài hai năm, phần cấu trúc thượng tầng phía sau được thay đổi toàn bộ, tháo dỡ tất cả các khẩu pháo phía đuôi dành chỗ cho hai dàn phóng tên lửa Terrier hai cần và một hầm đạn chứa 120 quả tên lửa. Ba cột ăn-ten lớn cũng được trang bị để mang một loạt các hệ thống radar, dẫn đường tên lửa và liên lạc.
Providence và Springfield cũng đồng thời được cải biến thành soái hạm của hạm đội, bao gồm việc tháo dỡ hai tháp pháo 5 inch (127 mm) nòng đôi và một tháp pháo 6 inch (152 mm) ba nòng phía trước, thay thế bằng một cấu trúc thượng tầng đóng mới toàn bộ và mở rộng ra phía trước. Trong cấu hình không phải là soái hạm, Topeka giữ lại dàn vũ khí tiêu chuẩn phía trước của lớp Cleveland: ba tháp pháo 5 inch (127 mm) nòng đôi và hai tháp pháo 6 inch (152 mm) ba nòng.
Một quá trình cải biến tương tương tự cũng được tiến hành trên ba chiếc khác cùng lớp Cleveland là Galveston, Little Rock và Oklahoma City trang bị hệ thống tên lửa đất-đối-không Talos, hình thành nên lớp tàu tuần dương Galveston. Little Rock và Oklahoma City được trang bị như những soái hạm của hạm đội, nhưng Galveston thì không.

## Hoạt động
Giống như những chiếc thuộc lớp Galveston, lớp Providence mắc phải những vấn ̣đề nghiêm trọng về độ ổn định do trọng lượng bên trên quá nặng của hệ thống tên lửa. Thực ra, lớp Providence ít bị ảnh hưởng do tên lửa Terrier hơn những chiếc trang bị tên lửa hạng nặng Talos. Phải sử dụng đến các trọng lượng dằn nhằm cải thiện độ ổn định. Các con tàu còn chịu ảnh hưởng của sự uốn cong lườn tàu.
Cả ba chiếc trong lớp Providence đều được cho ngừng hoạt động và đưa về lực lượng dự bị giữa những năm 1969 và 1974. Khi các tàu chiến Hoa Kỳ được tái xếp lớp vào năm 1975, Providence và Springfield được xếp lớp lại như những tàu tuần dương tên lửa (CG). Các con tàu được tên rút khỏi danh sách Đăng bạ Hải quân giữa những năm 1974 và 1980, rồi bị tháo dỡ sau đó.

## Những chiếc trong lớp
| Tàu                 | Đặt lườn            | Hạ thủy              | Hoạt động        | Số phận                                                              |
| Providence (CLG-6)  | 27 tháng 7 năm 1943 | 28 tháng 12 năm 1944 | tháng 9 năm 1959 | Ngừng hoạt động tháng 8 năm 1973; bán để tháo dỡ 15 tháng 7 năm 1980 |
| Springfield (CLG-7) | 13 tháng 2 năm 1943 | 9 tháng 3 năm 1944   | tháng 7 năm 1960 | Ngừng hoạt động tháng 5 năm 1974; bán để tháo dỡ 15 tháng 5 năm 1980 |
| Topeka (CLG-8)      | 21 tháng 4 năm 1943 | 19 tháng 8 năm 1944  | tháng 3 năm 1959 | Ngừng hoạt động tháng 6 năm 1969; bán để tháo dỡ 20 tháng 3 năm 1975 |